# José Carlos Sáenz Esquivel
José Carlos Sáenz Esquivel, abogado y político costarricense, nacido en  Liberia, Costa Rica, el 19 de mayo de 1861, y fallecido en San José, Costa Rica, el 4 de abril de 1919. Fue hijo de Vicente Sáenz Llorente y Marcelina Esquivel y Fernández. Soltero, fue padre con María Guerrero Rojas de Víctor Sáenz Guerrero (1881-1950), cuya nieta María Antonieta Sáenz Elizondo fue decana de la Facultad de Derecho de la Universidad de Costa Rica. Casó en San José en 1888 con Úrsula Celina Herrera y Paut (1868-1911), hija de José Ana Herrera y Zeledón y Nicolasa Paut y Alcázar. De este matrimonio nacieron José Antonio (1889), María Caridad  (1894), Carlos María (1897-1904), Amparo (1900), Carmen María (1902-1989, casada con Elías Quirós Salazar), María Dolores (1904), Celina (1908-1909) y Carlos Sáenz Herrera (1910-1980).
Desempeñó cargos diplomáticos en las legaciones de Costa Rica en los Estados Unidos de América (1885) y en Alemania (1886). Se graduó de licenciado en Leyes en la Universidad de Santo Tomás y se incorporó al Colegio de Abogados de Costa Rica el 29 de mayo de 1888. De 1891 a 1892 fue subsecretario de Relaciones Exteriores y carteras anexas y estuvo encargado interinamente de la Cancillería en 1892.
Durante muchos años se dedicó al ejercicio liberal de su profesión. Fue miembro de la junta directiva del Colegio de Abogados: fiscal (1890), prosecretario (1895), cuarto vocal (1897), quinto vocal (1900), tesorero (1902 a 1904), primer vocal (1914) y segundo vocal (1915). Fue diputado propietario (1894-1898 y 1900-1904) y suplente (1904-1908) por San José y conjuez de la Corte Suprema de Justicia de Costa Rica desde 1917 hasta su muerte.
Su hijo Carlos Sáenz Herrera fue Vicepresidente de la República y Benemérito de la Patria.
- Datos: Q6291864